# Gubernatorzy generalni Cejlonu
Gubernator generalny Cejlonu – funkcja istniejąca w systemie politycznym Cejlonu od uzyskania przez to państwo niepodległości w 1948 do wprowadzenia w nim systemu republikańskiego, połączonego ze zmianą nazwy na Sri Lanka, w 1972. Gubernatorzy generalni reprezentowali monarchę brytyjskiego, będącego formalną głową państwa, i wykonywali w jego imieniu wszystkie jego uprawnienia (choć w praktyce wyłącznie na wniosek rządu).

## Lista gubernatorów generalnych
| lp. | osoba                                      | od   | do   |
| --- | ------------------------------------------ | ---- | ---- |
| 1   | Henry Monck-Mason Moore                    | 1948 | 1949 |
| 2   | Herwald Ramsbotham, 1. wicehrabia Soulbury | 1949 | 1954 |
| 3   | Oliver Goonetilleke                        | 1954 | 1962 |
| 4   | William Gopallawa                          | 1962 | 1972 |